# Orthotrichia maeandrica
Orthotrichia maeandrica är en nattsländeart som först beskrevs av Georg Ulmer 1951.  Orthotrichia maeandrica ingår i släktet Orthotrichia och familjen smånattsländor. Inga underarter finns listade i Catalogue of Life.